# Segunda División 2011/12
Die Segunda División 2011/12 (offiziell Liga Adelante) war die 81. Spielzeit der zweithöchsten spanischen Fußballliga. Der Saisonstart war ursprünglich für den 20. August 2011 vorgesehen, musste jedoch wegen eines Spielerstreiks auf den 26. August 2011 verschoben werden. Der Zeitplan konnte dennoch eingehalten werden und die Spielzeit endete am 17. Juni 2012 mit dem Finale der Play-offs. Meister wurde Deportivo La Coruña.

## Vor der Saison
Die 22 Mannschaften trafen an 42 Spieltagen jeweils zweimal aufeinander. Die zwei besten Mannschaften stiegen direkt in die Primera División auf. Die Teams auf den Plätzen drei bis sechs ermittelten in den Play-offs den dritten Aufsteiger. Reservemannschaften waren nicht aufstiegsberechtigt. Die letzten vier Vereine stiegen ab.
Als Absteiger aus der Primera División nahmen Deportivo La Coruña, Hércules Alicante und UD Almería teil. Aufgestiegen aus der Segunda División B waren Real Murcia, CE Sabadell, CD Guadalajara und der CD Alcoyano.

## Teams
| Verein                 | Stadt                | Stadion                 | Kapazität |
| ---------------------- | -------------------- | ----------------------- | --------- |
| AD Alcorcón            | Alcorcón             | Santo Domingo           | 03.000    |
| CD Alcoyano            | Alcoi                | El Collao               | 04.500    |
| UD Almería             | Almería              | Mediterráneo            | 22.000    |
| FC Barcelona B         | Barcelona            | Mini Estadi             | 15.276    |
| FC Cartagena           | Cartagena            | Cartagonova             | 14.500    |
| Celta Vigo             | Vigo                 | Balaídos                | 31.800    |
| FC Córdoba             | Córdoba              | Nuevo Arcángel          | 15.400    |
| Deportivo La Coruña    | A Coruña             | Riazor                  | 34.600    |
| FC Elche               | Elche                | Martínez Valero         | 36.700    |
| Gimnàstic de Tarragona | Tarragona            | Nou Estadi de Tarragona | 14.500    |
| FC Girona              | Girona               | Montilivi               | 07.000    |
| CD Guadalajara         | Guadalajara          | Pedro Escartín          | 05.000    |
| Hércules Alicante      | Alicante             | José Rico Pérez         | 30.000    |
| SD Huesca              | Huesca               | El Alcoraz              | 05.000    |
| UD Las Palmas          | Las Palmas           | Gran Canaria            | 32.300    |
| Real Murcia            | Murcia               | Nueva Condomina         | 31.200    |
| CD Numancia            | Soria                | Los Pajaritos           | 09.000    |
| Recreativo Huelva      | Huelva               | Nuevo Colombino         | 20.700    |
| CE Sabadell            | Sabadell             | Nova Creu Alta          | 20.000    |
| Real Valladolid        | Valladolid           | José Zorrilla           | 26.500    |
| FC Villarreal B        | Vila-real            | El Madrigal             | 22.000    |
| Deportivo Xerez        | Jerez de la Frontera | Chapín                  | 20.500    |

## Abschlusstabelle
| Pl. | Verein                  | Sp. | S  | U  | N  | Tore    | Diff. | Punkte |
| --- | ----------------------- | --- | -- | -- | -- | ------- | ----- | ------ |
| 1.  | Deportivo La Coruña (A) | 42  | 29 | 4  | 9  | 076:450 | +31   | 91     |
| 2.  | Celta Vigo              | 42  | 26 | 7  | 9  | 083:370 | +46   | 85     |
| 3.  | Real Valladolid         | 42  | 23 | 13 | 6  | 069:370 | +32   | 82     |
| 4.  | AD Alcorcón             | 42  | 21 | 10 | 11 | 058:420 | +16   | 73     |
| 5.  | Hércules Alicante (A)   | 42  | 22 | 6  | 14 | 062:430 | +19   | 72     |
| 6.  | FC Córdoba              | 42  | 20 | 11 | 11 | 052:430 | +9    | 71     |
| 7.  | UD Almería (A)          | 42  | 18 | 16 | 8  | 063:430 | +20   | 70     |
| 8.  | FC Barcelona B          | 42  | 16 | 11 | 15 | 063:530 | +10   | 59     |
| 9.  | UD Las Palmas           | 42  | 16 | 10 | 16 | 058:590 | −1    | 58     |
| 10. | CD Numancia             | 42  | 15 | 12 | 15 | 054:520 | +2    | 57     |
| 11. | FC Elche                | 42  | 17 | 6  | 19 | 056:580 | −2    | 57     |
| 12. | FC Villarreal B 1       | 42  | 14 | 10 | 18 | 054:640 | −10   | 52     |
| 13. | SD Huesca               | 42  | 14 | 9  | 19 | 049:630 | −14   | 51     |
| 14. | Deportivo Xerez         | 42  | 13 | 11 | 18 | 050:660 | −16   | 50     |
| 15. | FC Girona               | 42  | 12 | 13 | 17 | 058:610 | −3    | 49     |
| 16. | CD Guadalajara (N)      | 42  | 14 | 7  | 21 | 050:750 | −25   | 49     |
| 17. | Recreativo Huelva       | 42  | 12 | 11 | 19 | 049:520 | −3    | 47     |
| 18. | Real Murcia (N)         | 42  | 13 | 8  | 21 | 049:670 | −18   | 47     |
| 19. | CE Sabadell (N)         | 42  | 11 | 13 | 18 | 045:640 | −19   | 46     |
| 20. | FC Cartagena            | 42  | 9  | 13 | 20 | 037:580 | −21   | 40     |
| 21. | CD Alcoyano (N)         | 42  | 9  | 10 | 23 | 046:780 | −32   | 37     |
| 22. | Gimnàstic de Tarragona  | 42  | 6  | 13 | 23 | 037:580 | −21   | 31     |

Platzierungskriterien: 1. Punkte – 2. Direkter Vergleich (Punkte, Tordifferenz, geschossene Tore) – 3. Tordifferenz – 4. geschossene Tore

| (A) | Absteiger der Saison 2010/11         |
| (N) | Neuaufsteiger der Segunda División B |

## Kreuztabelle
| 2011/12                | AD Alcorcón | CD Alcoyano | UD Almería | FC Barcelona B | FC Cartagena | Celta Vigo | FC Córdoba | Deportivo La Coruña | FC Elche | Gimnàstic de Tarragona | FC Girona | CD Guadalajara | Hércules Alicante | SD Huesca | UD Las Palmas | Real Murcia | CD Numancia | Recreativo Huelva | CE Sabadell | Real Valladolid | FC Villarreal B | Deportivo Xerez |
| ---------------------- | ----------- | ----------- | ---------- | -------------- | ------------ | ---------- | ---------- | ------------------- | -------- | ---------------------- | --------- | -------------- | ----------------- | --------- | ------------- | ----------- | ----------- | ----------------- | ----------- | --------------- | --------------- | --------------- |
| AD Alcorcón            |             | 2:1         | 1:1        | 2:2            | 1:0          | 0:0        | 2:0        | 4:0                 | 3:1      | 0:1                    | 1:0       | 1:0            | 1:0               | 2:0       | 3:1           | 3:0         | 2:2         | 2:1               | 1:0         | 2:2             | 1:1             | 0:1             |
| CD Alcoyano            | 0:0         |             | 2:2        | 1:4            | 2:2          | 0:3        | 3:3        | 2:0                 | 4:0      | 0:0                    | 2:1       | 0:1            | 0:5               | 0:3       | 2:0           | 1:3         | 1:1         | 2:1               | 2:1         | 0:1             | 1:1             | 0:1             |
| UD Almería             | 2:0         | 1:0         |            | 1:2            | 0:0          | 1:0        | 2:1        | 2:0                 | 0:2      | 3:1                    | 2:2       | 4:0            | 1:1               | 2:1       | 1:1           | 4:2         | 2:0         | 2:2               | 3:0         | 1:1             | 0:0             | 1:1             |
| FC Barcelona B         | 3:2         | 2:1         | 3:3        |                | 4:0          | 2:1        | 2:0        | 2:3                 | 0:1      | 1:0                    | 2:2       | 1:2            | 0:1               | 4:2       | 2:0           | 1:0         | 1:1         | 2:2               | 0:1         | 1:2             | 0:2             | 2:0             |
| FC Cartagena           | 0:2         | 1:2         | 1:1        | 0:4            |              | 1:1        | 0:0        | 2:1                 | 1:1      | 1:3                    | 1:1       | 0:2            | 0:3               | 2:0       | 0:0           | 1:2         | 2:1         | 3:1               | 1:0         | 0:0             | 6:2             | 0:0             |
| Celta Vigo             | 3:0         | 4:0         | 4:3        | 4:1            | 1:0          |            | 0:0        | 2:3                 | 1:2      | 1:0                    | 2:0       | 2:0            | 0:1               | 4:0       | 1:2           | 1:0         | 5:0         | 4:1               | 4:1         | 1:1             | 2:0             | 4:1             |
| FC Córdoba             | 3:1         | 3:0         | 1:1        | 1:1            | 2:0          | 0:0        |            | 0:2                 | 2:0      | 4:2                    | 1:0       | 3:2            | 3:1               | 3:1       | 1:0           | 2:1         | 1:0         | 0:0               | 0:0         | 2:0             | 1:1             | 2:1             |
| Deportivo La Coruña    | 2:1         | 3:0         | 3:1        | 2:1            | 2:1          | 2:1        | 2:0        |                     | 4:3      | 2:2                    | 3:2       | 4:0            | 0:1               | 2:1       | 3:1           | 3:1         | 3:1         | 1:0               | 2:1         | 1:1             | 1:0             | 2:1             |
| FC Elche               | 6:0         | 1:2         | 1:3        | 3:0            | 2:1          | 0:2        | 0:1        | 3:2                 |          | 1:0                    | 1:0       | 2:3            | 0:3               | 1:2       | 1:2           | 1:0         | 2:2         | 0:3               | 1:1         | 1:2             | 3:0             | 1:0             |
| Gimnàstic de Tarragona | 0:2         | 2:0         | 1:2        | 1:1            | 0:0          | 1:2        | 0:0        | 1:2                 | 1:0      |                        | 1:1       | 0:0            | 0:1               | 1:3       | 1:3           | 0:2         | 1:1         | 1:2               | 5:0         | 0:3             | 0:1             | 0:1             |
| FC Girona              | 0:0         | 5:1         | 0:1        | 1:1            | 0:2          | 0:1        | 3:1        | 1:0                 | 1:4      | 3:2                    |           | 0:0            | 1:0               | 1:1       | 4:2           | 1:1         | 2:0         | 0:0               | 1:1         | 1:1             | 2:1             | 5:3             |
| CD Guadalajara         | 1:2         | 1:1         | 0:1        | 2:0            | 2:0          | 0:3        | 3:1        | 1:2                 | 2:4      | 1:0                    | 1:4       |                | 1:2               | 2:1       | 1:1           | 2:1         | 1:0         | 0:2               | 1:0         | 0:3             | 0:2             | 1:2             |
| Hércules Alicante      | 1:0         | 1:0         | 0:0        | 2:1            | 2:0          | 1:0        | 1:0        | 1:4                 | 1:2      | 1:3                    | 4:2       | 5:0            |                   | 2:0       | 2:1           | 0:1         | 1:3         | 0:1               | 1:0         | 2:2             | 0:2             | 2:2             |
| SD Huesca              | 0:3         | 3:3         | 1:0        | 0:1            | 1:0          | 1:1        | 0:1        | 0:2                 | 0:1      | 0:0                    | 2:1       | 2:1            | 1:2               |           | 2:0           | 2:2         | 2:1         | 0:2               | 0:0         | 2:2             | 1:0             | 2:1             |
| UD Las Palmas          | 2:0         | 1:0         | 2:2        | 3:1            | 1:2          | 3:1        | 0:1        | 0:1                 | 1:1      | 1:0                    | 3:2       | 3:2            | 2:0               | 1:3       |               | 1:1         | 1:1         | 0:0               | 3:2         | 1:0             | 3:1             | 0:0             |
| Real Murcia            | 0:2         | 3:2         | 0:2        | 0:2            | 2:1          | 1:3        | 2:1        | 0:0                 | 0:2      | 2:2                    | 1:2       | 2:2            | 2:6               | 0:1       | 1:2           |             | 2:1         | 0:3               | 1:0         | 2:0             | 3:1             | 0:0             |
| CD Numancia            | 0:1         | 2:0         | 1:0        | 3:0            | 0:0          | 0:2        | 5:0        | 0:3                 | 3:0      | 0:0                    | 1:0       | 4:0            | 2:1               | 1:1       | 3:2           | 1:0         |             | 1:0               | 2:1         | 1:4             | 0:1             | 2:2             |
| Recreativo Huelva      | 1:2         | 1:3         | 0:1        | 0:0            | 1:2          | 1:2        | 0:1        | 0:1                 | 1:0      | 2:2                    | 3:0       | 4:2            | 1:0               | 1:1       | 4:2           | 0:2         | 1:1         |                   | 1:1         | 1:1             | 3:1             | 1:2             |
| CE Sabadell            | 1:0         | 2:2         | 2:1        | 0:0            | 3:2          | 1:2        | 0:3        | 1:0                 | 0:0      | 1:0                    | 2:3       | 2:2            | 1:1               | 2:1       | 1:1           | 2:2         | 1:3         | 1:0               |             | 1:4             | 3:1             | 2:0             |
| Real Valladolid        | 1:1         | 2:0         | 1:1        | 1:0            | 2:1          | 1:2        | 2:0        | 0:0                 | 2:1      | 4:0                    | 1:0       | 1:3            | 1:1               | 3:0       | 2:1           | 1:3         | 2:1         | 1:0               | 2:0         |                 | 2:1             | 2:1             |
| FC Villarreal B        | 0:3         | 4:3         | 2:1        | 0:0            | 0:0          | 2:3        | 1:1        | 0:1                 | 2:0      | 3:2                    | 2:2       | 3:3            | 0:1               | 4:2       | 1:4           | 2:0         | 0:0         | 2:0               | 3:4         | 0:1             |                 | 3:1             |
| Deportivo Xerez        | 2:2         | 1:0         | 0:1        | 0:6            | 3:0          | 3:3        | 1:2        | 3:2                 | 0:0      | 0:0                    | 2:1       | 0:2            | 2:1               | 1:3       | 2:0           | 3:1         | 1:2         | 3:1               | 2:2         | 0:4             | 0:1             |                 |

## Play-offs
An den Play-offs nahmen die Mannschaften auf den Plätzen drei bis sechs der regulären Saison teil. Im Halbfinale traf der Dritte auf den Sechsten und der Vierte auf den Fünften. Der Sieger der Finalbegegnung Real Valladolid qualifizierte sich als dritter Aufsteiger für die Primera División.
Halbfinale
|                   | Gesamt    |                 | Hinspiel | Rückspiel |
| ----------------- | --------- | --------------- | -------- | --------- |
| Hércules Alicante | (a)1:1(a) | AD Alcorcón     | 1:1      | 0:0       |
| FC Córdoba        | 0:3       | Real Valladolid | 0:0      | 0:3       |

Finale
|             | Gesamt |                 | Hinspiel | Rückspiel |
| ----------- | ------ | --------------- | -------- | --------- |
| AD Alcorcón | 1:2    | Real Valladolid | 0:1      | 1:1       |

## Nach der Saison
Aufsteiger in die Primera División
- 01. – Deportivo La Coruña
- 02. – Celta Vigo
- 03. – Real Valladolid

 Absteiger in die Segunda División B
- 12. – FC Villarreal B
- 20. – FC Cartagena
- 21. – CD Alcoyano
- 22. – Gimnàstic de Tarragona

 Absteiger aus der Primera División
- FC Villarreal
- Sporting Gijón
- Racing Santander

 Aufsteiger in die Segunda División
- Real Madrid Castilla
- CD Mirandés
- SD Ponferradina
- CD Lugo

## Torschützenliste
| Pl. | Name             | Team                | Tore |
| --- | ---------------- | ------------------- | ---- |
| 1.  | Leonardo Ulloa   | UD Almería          | 28   |
| 2.  | Iago Aspas       | Celta Vigo          | 23   |
| 3.  | Ferran Corominas | FC Girona           | 18   |
| 4.  | Borja García     | FC Córdoba          | 17   |
| 4.  | Javi Guerra      | Real Valladolid     | 17   |
| 6.  | Manuel Gato      | CD Alcoyano         | 14   |
| 6.  | Lassad Nouioui   | Deportivo La Coruña | 14   |